# Segno di Gowers

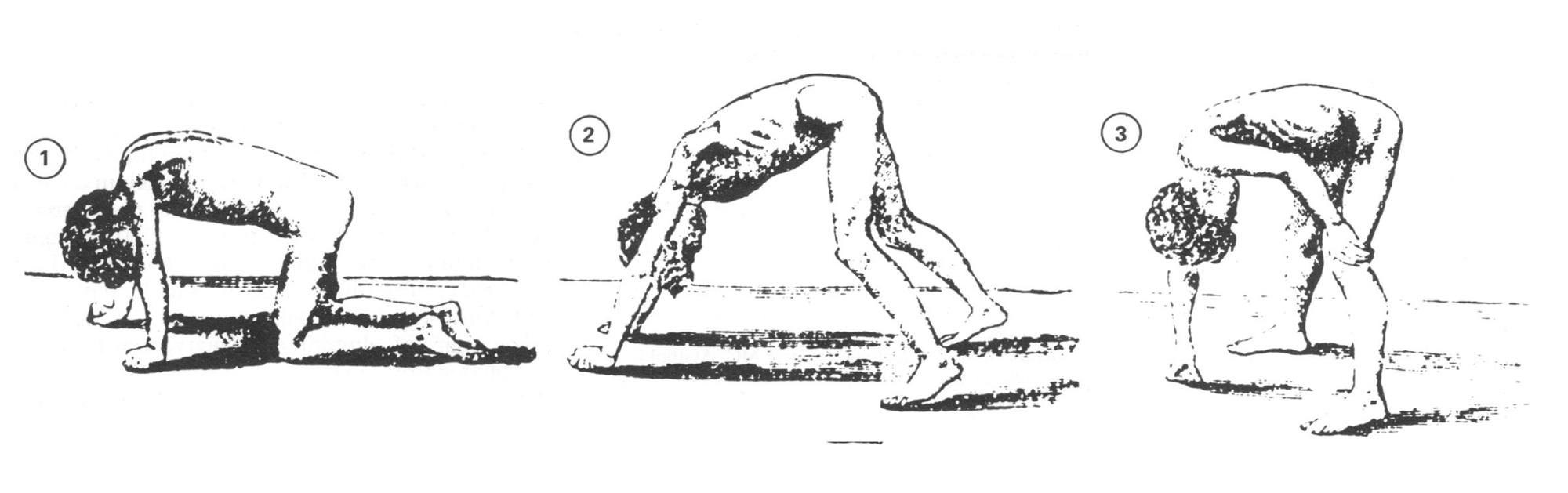
Segno di Gowers

Il segno di Gowers è un indice di valutazione utilizzato per diagnosticare malattie quali la distrofia e l'atrofia muscolare. Questo indice verifica i movimenti che il paziente effettua per eseguire un particolare movimento.
L'azione più comune utilizzata durante questo test è far alzare il paziente dal pavimento: la positività è di solito data quando questo si alza con il tronco flesso in avanti facendo principalmente forza con le braccia poggiate sulle ginocchia per compensare la poca forza agli arti inferiori. La distrofia muscolare di Duchenne, ad esempio, colpisce per primi gli arti inferiori in età infantile, e chi ne è affetto tende quindi ad utilizzare principalmente le braccia per alzarsi in piedi.

## Eponimo
- Deve il suo nome al neurologo inglese William Richard Gowers.